# 喀什补血草
喀什补血草（学名：Limonium kaschgaricum）为白花丹科补血草属下的一个种。

## 扩展阅读
- 維基物種上的相關：喀什补血草